# Giuseppe Marzari Pencati
Giuseppe Marzari Pencati (Vicenza, 22 luglio 1779 – Vicenza, 30 giugno 1836) è stato un geologo e botanico italiano.

## Biografia

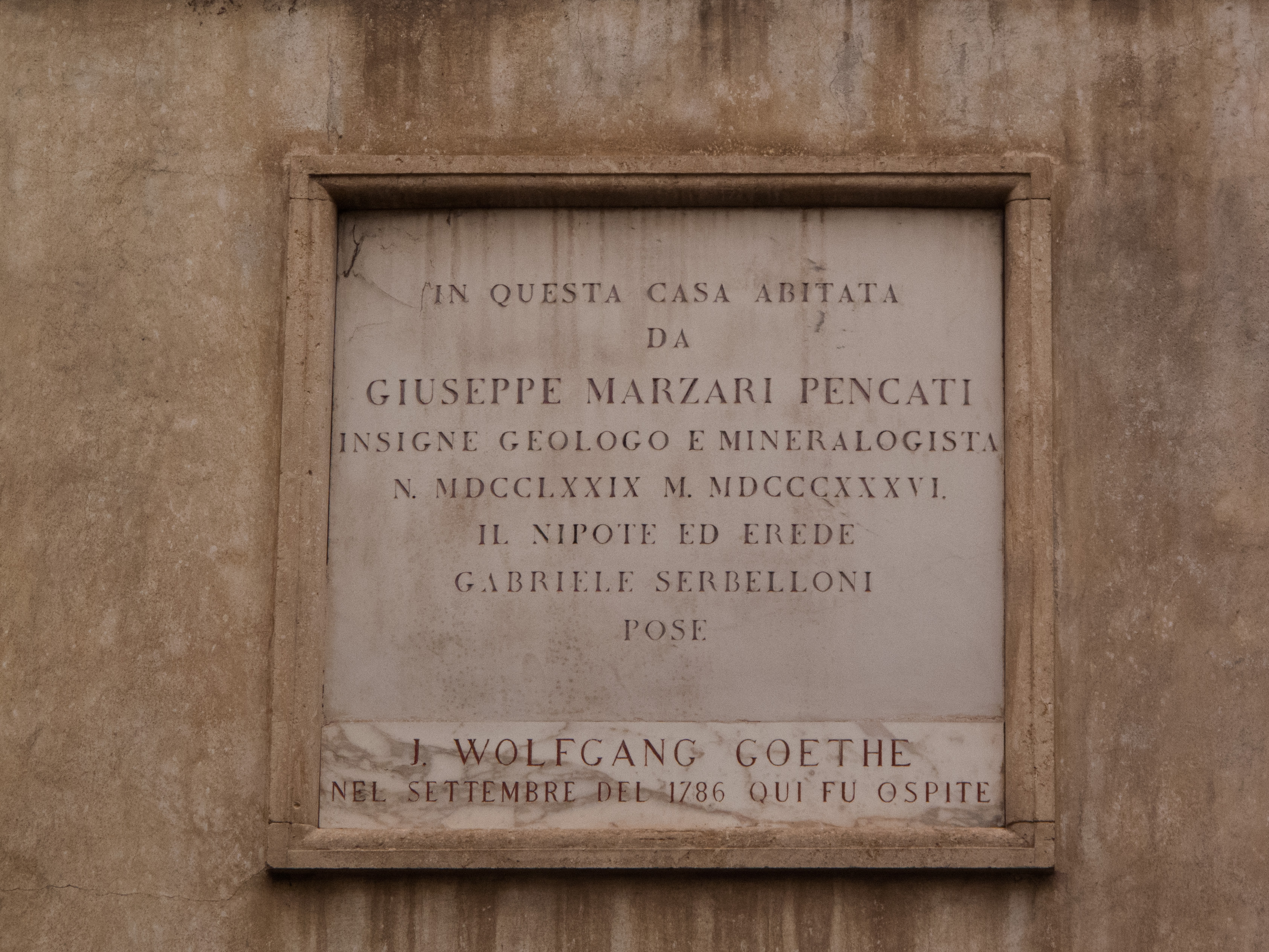
Lapide posta sul Palazzo Garzadori a Vicenza

Era figlio del conte Francesco Antonio e sua moglie Margherita Teresa dei conti Zorzi. Dal 1789 studiò al Seminario di Padova, poi tornò a Vicenza. Famosi naturalisti – come Alberto Fortis, Girolamo Festari, Nicolò da Rio, Gian Battista Brocchi, Alberto Parolini - visitavano regolarmente la vicina tenuta di Santorso, dove Giuseppe aveva la possibilità di incontrarli. Nel 1802, Marzari Pencati pubblicò un elenco di specie vegetali rinvenute a Vicenza.
Marzari Pencati studiò le piante alimentari italiane. Propose di coltivare e mangiare, in aree povere con carenza di cibo, licheni, in particolare la cetraria islandica.
Nel 1802, dopo la morte del padre, Giuseppe andò ad ampliare le sue conoscenze delle scienze naturali a Parigi, dove iniziò a frequentare le lezioni al Museo di storia naturale. A Parigi, incontrò Cuvier, Humboldt, Antoine-Laurent de Jussieu, von Buch, Jean-Claude Delamétherie, Cordier. Nel 1804, intraprese escursioni geologiche nelle zone di attività vulcanica estinta in Alvernia e nel Vivarese.
Oltre alla ricerca geologica, Marzari Pencati continuò a pubblicare documenti botanici, in particolare sulla vegetazione di montagna. Ritornato in Italia, studiò l'origine delle formazioni di basalto colonnare. Nel 1808, Giuseppe propose l'idea di un nuovo strumento geodetico per lo studio degli elementi geomorfologici, chiamato "tachigoniometro". Per la creazione di questo dispositivo nel 1810, l'autore fu premiato un anno dopo con una medaglia d'oro dell'Istituto lombardo di scienze e lettere.
Nel 1812, Marzari-Pencati fu nominato ispettore delle miniere. Fu coinvolto nella creazione di profili stratigrafici dei Colli Euganei e nello studio dei minerali delle Dolomiti orientali. Nello stesso anno divenne Socio dell'Accademia delle Scienze di Torino.
Nel 1818, dopo la caduta di Napoleone, fu soppresso il Consiglio delle miniere.
Continuò comunque le sue ricerche e nel 1818 il governo del Lombardo-Veneto lo nominò consigliere per gli Affari montani e ispettore generale delle miniere.
Tra il settembre 1818 e il novembre 1819 si recò più volte a Predazzo in Val di Fiemme per studiare nei dintorni la stratigrafia dei porfidi atesini. In uno di questi viaggi fece un'osservazione importante che messe in serie difficoltà la teoria nettunista finora dominante nel dibattito scientifico dell'epoca, quando scoprì granito sovrapposto alle rocce calcaree stratificate con tracce di fusione dove le due rocce erano in contatto. Un'osservazione in forte contrasto con il nettunismo secondo il quale il granito era una roccia molto più vecchia delle rocce sedimentarie come il calcare.
L'osservazione di Marzari Pencati contribuì, nonostante gli attacchi iniziali dei nettunisti, a trasformare radicalmente la geologia, dando ulteriore peso alla teoria plutonista che portò in seguito alla nascita della geologia moderna.

## Opere
- Corsa pel bacino del Rodano e per la Liguria d'Occidente: divisa in sei sezioni ...,  Ed. Paroni. 174 pp, 1806
- Descrizione del tachigonimetro nuovo stromento geodetico: Con tav. in rame.,  Ed. Sonzogno. 73 pp., 1811
- Memoria sull'introduzione del lichene islandese come alimento in Italia, Ed. Fracasso. 100 pp., 1815
- Giuseppe Marzari-Pencati, Giuseppe Dembsher. 1823. Lettera Geologica Diretta a Giuseppe Dembsher: Una fra gli estensori della Gazzetta privilegiata di Venezia. Ed. del 2010: BiblioBazaar. 112 pp. ISBN 1-141-51007-3
- Allegati geognostici. Ed. tip. Picutti. 62 pp., 1833